# Quello che mi è costato amare
Quello che mi è costato amare (Pétrus) è un film del 1946 diretto da Marc Allégret.